# Тормозное излучение

Тормозные излучение электронов высоких энергий, отклоняющихся в электрическом поле атомного ядра

Тормозное сечение излучения фотона с энергией 30 кэВ электрона при столкновении с протоном.

Тормозно́е излуче́ние — электромагнитное излучение, испускаемое заряженной частицей при её рассеянии (торможении) в электрическом поле. Иногда в понятие «тормозное излучение» включают также излучение релятивистских заряженных частиц, движущихся в макроскопических магнитных полях (в ускорителях, в космическом пространстве), и называют его магнитотормозным; однако более употребительным в этом случае является термин «синхротронное излучение». Немецкое слово Bremsstrahlung прочно закрепилось в английском языке.
Согласно классической электродинамике, которая достаточно хорошо описывает основные закономерности тормозного излучения, его интенсивность пропорциональна квадрату ускорения заряженной частицы. Так как ускорение обратно пропорционально массе m частицы, то в одном и том же поле тормозное излучение легчайшей заряженной частицы — электрона — будет, например, в миллионы раз мощнее излучения протона ({\displaystyle I\approx a^{2}\approx 1/m^{2}}). Поэтому чаще всего наблюдается и практически используется тормозное излучение, возникающее при рассеянии электронов в электростатическом поле атомных ядер и электронов. Такова, в частности, природа рентгеновских лучей в рентгеновских трубках и гамма-излучения, испускаемого быстрыми электронами при прохождении через вещество.
Причиной значительного тормозного излучения может быть тепловое движение в горячей разреженной плазме. Элементарные акты тормозного излучения, которое в этом случае является также и тепловым, обусловлены столкновениями заряженных частиц, из которых состоит плазма. Объёмная мощность тормозного излучения, испускаемого полностью ионизированной плазмой, равна:
{\displaystyle Q=1{,}5\cdot 10^{-27}n_{e}n_{i}Z^{2}{\sqrt {T_{e}}},}
где {\displaystyle Q} — объёмная мощность, эрг/(с · см3);
{\displaystyle Z} — порядковый номер элемента;
{\displaystyle n_{e},n_{i}} — концентрации электронов и ионов, см−3;
{\displaystyle T_{e}} — температура электронной плазмы, К.
Например, один литр водородной плазмы с электронной температурой 1⋅108 К и концентрацией электронов 1⋅1016 см-3 будет испускать рентгеновское излучение мощностью около 150 кВт. Космическое рентгеновское излучение, наблюдение которого стало возможным с появлением искусственных спутников Земли, частично является, по-видимому, тепловым тормозным излучением.
Тормозное рентгеновское и гамма-излучение широко применяются в технике, медицине, в исследованиях по биологии, химии и физике.

## История
Вероятно, впервые тормозное излучение наблюдал Никола Тесла в 1894 году, однако его результаты не получили широкой огласки. В 1895 году Вильгельм Рентген обнаружил, что пучок электронов в вакуумной трубке при столкновении с веществом (например, стенкой самой трубки) порождает проникающее излучение; вначале Рентген высказывал предположение, что это излучение может быть «продольными колебаниями эфира», в отличие от обычных поперечных электромагнитных колебаний. В 1915 году Уильямом Дуэйном и Франклином Хантом была установлена эмпирическая зависимость максимальной энергии фотонов в зависимости от энергии падающих электронов. В 1922 году Хельмут Куленкампф открыл, что спектр тормозного излучения является сплошным, а также описал его форму. Первая (классическая) теория тормозного излучения была разработана Хендриком Крамерсом вскоре после этого.
Теория тормозного излучения, учитывающая квантовомеханические эффекты, была разработана Зоммерфельдом в 1929 году.

## Теории тормозного излучения

### Классическая теория
В классической электродинамике любой ускоренно движущийся заряд, будет создавать электромагнитные волны. Ускорение, которое ядро с зарядом {\displaystyle Ze} придаёт частице с зарядом {\displaystyle ze} и массой {\displaystyle m} пропорционально {\displaystyle Zze^{2}/m.} Тогда интенсивность излучения будет пропорциональной {\displaystyle Z^{2}z^{2}/m^{2}}. Таким образом, с одной стороны, интенсивность излучения пропорциональна квадрату атомного номера элемента, на котором тормозятся частицы. С другой стороны, интенсивность излучения сильно зависит от массы рассеиваемой частицы. Из-за этого излучение, создаваемое протонами или альфа-частицами, имеет интенсивность в миллионы раз меньше, чем для электронов, при рассеянии на том же веществе. Даже самая лёгкая частица тяжелее электрона — мюон — в 212 раз тяжелее его, и следовательно, порождает в 40 000 раз менее интенсивное излучение. Поэтому на практике обычно рассматривается только тормозное излучение, создаваемое электронами или позитронами.

### Квантовая электродинамика
В квантовой теории электрон в кулоновском поле имеет некоторую вероятность перейти в состояние с более низкой энергией, испуская при этом фотон (существует вероятность образования нескольких фотонов в этом процессе, однако она крайне мала). Этот процесс, по сути, является неупругим рассеянием электрона на ядре. Возможно и упругое рассеяние, при котором энергия электрона не меняется, и фотон не излучается, причём большинство актов рассеяния являются именно такими (для электронов с малой энергией и лёгких ядер, только 1/137 (постоянная тонкой структуры) от всех актов рассеивания является неупругими).
Эта вероятность в общем случае зависит от энергии самого электрона. В нерелятивистском приближении, сечение излучения фотона с энергией {\displaystyle k} для электрона, пролетающего на расстоянии {\displaystyle r_{0}} от ядра равна:
{\displaystyle \phi _{k}d\left({\frac {k}{T_{0}}}\right)={\frac {Z^{2}r_{0}^{2}}{137}}{\frac {16}{3}}{\frac {dk}{k}}{\frac {\mu ^{2}}{p_{0}^{2}}}{\text{ln}}{\frac {p_{0}+p}{p_{0}-p}},}
где {\displaystyle Z} — заряд ядра,
{\displaystyle \mu } — энергия покоя электрона,
{\displaystyle T_{0}} — кинетическая энергия электрона,
{\displaystyle p_{0}} и {\displaystyle p} — импульс электрона до и после столкновения.
Таким образом, в первом приближении можно сказать, что вероятность образования фотона обратно пропорциональна его энергии. С другой стороны, в крайнем случае сверхвысоких энергий распределение задаётся следующим образом:
{\displaystyle \phi _{k}d\left({\frac {k}{E_{0}}}\right)=2{\frac {Z^{2}r_{0}^{2}}{137}}{\frac {dk}{k}}{\frac {E}{E_{0}}}\left[{\frac {E_{0}^{2}+E^{2}}{E_{0}E}}-{\frac {2}{3}}\right]\left[2{\text{ln}}{\frac {2E_{0}E}{\mu k}}-1\right].}
Как можно видеть, в обоих случаях существует зависимость вероятности излучения от {\displaystyle Z^{2}.}
На вид формул, описывающих тормозное излучение, влияет также искажение кулоновского поля электронными оболочками атома.
Во время рассеяния электрон может испустить любое количество энергии, вплоть до его полной кинетической энергии {\displaystyle T,} в зависимости от того, насколько близко от ядра он прошёл и насколько сильно изменилась его траектория. Таким образом, максимальная частота тормозного излучения определяется уравнением {\displaystyle \hbar \nu =T}, из которого следует: {\displaystyle \nu ={\frac {eV}{\hbar }}}, где V — напряжение, ускоряющее электрон. Это уравнение называется пределом Дуэйна — Ганта. Это является одним из важных отличий распределения энергий, предполагаемым в классической теории, от того, что предусматривает квантово-механическая теория — в классической теории тормозное излучение охватывает весь спектр.

## Угловое распределение излучения
Угловое распределение тормозного излучения зависит от кинетической энергии падающих электронов. В случае релятивистских электронов, направления вылета фотонов преимущественно находятся в конусе с углом при вершине {\displaystyle \varepsilon \approx {\frac {m_{e}c^{2}}{T_{e}}}} (это значение является средним углом вылета фотонов). Угловое распределение в таком случае принимает вид:
{\displaystyle d\sigma (E,\theta )={\frac {A\cdot \theta d\theta }{\theta ^{2}+{\frac {m_{e}c^{2}}{E}}}}.}
Для нерелятивистских электронов, фотоны могут испускаться как вперёд, так и назад, их угловое распределение пропорционально {\displaystyle \cos ^{2}\theta ,} где {\displaystyle \theta } — угол между направлением вылета фотона и траекторией тормозящегося электрона.

## Поляризация
Если электрон тормозится по линейному закону, то его излучение будет полностью поляризовано. Однако, тормозное излучение в веществе создаётся электронами, движущимися по гиперболическим траекториям, поэтому поляризация происходит лишь частично. Чем ближе к ядру пролетает электрон, тем сильнее меняется его траектория, а значит, тем больше компонента ускорения, направленная в противоположную от движения сторону. Таким образом, есть два случая почти полной поляризации тормозного излучения: когда электрон проходит очень близко от ядра и практически останавливается (в этом случае векторы скорости и тормозящего поля практически параллельны), что соответствует зоне, близкой к коротковолновому лимиту фотонов, или когда он проходит относительно далеко от ядра (тогда векторы скорости и поля перпендикулярны, то есть поляризация является отрицательной), что соответствует наименее энергетическим фотонам. В промежуточных случаях поляризация меньше.
Общая поляризация тормозного излучения составляет около 50 %.

## Спектр тормозного излучения

Зависимость интенсивности излучения от нормированной энергии фотона для налетающих электронов различных энергий

Спектр тормозного излучения непрерывный, а его максимальная частота определяется энергией заряженной частицы. Если электрон ускорить в потенциале в десятки киловольт, то при торможении такого электрона возникнут электромагнитные волны в рентгеновском диапазоне (десятки кэВ).
Форма спектра является сложной, но общие принципы следующие: доля фотонов заданной частоты уменьшается с ростом частоты и стремится к нулю при приближении к максимальному её значению. Для более высокоэнергетических электронов, количество фотонов, энергия которых близка к максимально возможной, растёт, что выражается всплеском на графике спектра при энергиях фотонов, приближающихся к энергиям налетающих электронов.
Хорошим приближением спектра тормозного излучения является формула Крамерса :
{\displaystyle I(\lambda )=KZ{\frac {\lambda -\lambda _{0}}{\lambda _{0}\lambda ^{3}}},}
где {\displaystyle \lambda _{0}} — минимальная длина волны излучения,
{\displaystyle K} — некоторый коэффициент, зависящий от материала мишени.
Практически спектр фотонов подавляется в низкочастотной области, потому что поглощение низкоэнергетических фотонов в веществе значительно сильнее, чем высокоэнергетических.

## Интенсивность
При пролёте через слой вещества толщиной dx, состоящий из атомов с зарядом ядра {\displaystyle Ze} и массовым числом {\displaystyle A,} электрон излучает некоторую долю своей энергии {\displaystyle E_{e},} что выражается следующей эмпирической формулой:
{\displaystyle dE=-\left(1{,}4Z^{2}{\frac {5,2-{\frac {lnZ}{3}}}{A}}\right)E_{e}dx\cdot 10^{-3}}
где {\displaystyle dx} имеет размерность г/см2.
Из формулы видно, что энергия электронов и интенсивность тормозного излучения спадают экспоненциально при углублении в мишень. Толщина слоя вещества, при пролёте через которую энергия электрона уменьшается в e раз называется радиационной длиной. Эта величина часто используется для измерения толщины мишеней.
Поскольку рентгеновское и гамма-излучение также поглощается в веществе, для максимизации интенсивности излучения толщина мишени должна быть не очень большой. Обычно излучение достигает максимума при толщине слоя вещества в 1⁄3—1⁄4 от максимального пробега.

### Рентгеновские трубки
В рентгеновских трубках электроны разгоняются электрическим полем, после чего ударяются в специальную металлическую мишень. Во время столкновений с атомами мишени электроны тормозятся и излучают фотоны, в том числе и в рентгеновском диапазоне. Не всё излучение рентгеновских трубок является тормозным — бо́льшая его часть приходится на характеристическое рентгеновское излучение в результате передачи энергии электрону, что переводит его на более высокую орбиталь (либо ионизирует атом), и последующего заполнения одним из электронов образовавшейся вакансии на нижнем энергетическом уровне с излучением энергии в виде квантов электромагнитного излучения.
Благодаря своей простоте и доступности, эта схема очень часто применяется для искусственного получения рентгеновских лучей и используется в медицине и технике, несмотря на то, что её КПД достаточно низкий — всего 3-8 % энергии превращается в рентгеновское излучение.

### Бета-распад
Одним из продуктов бета-распада является бета-частица — высокоэнергетический электрон. При прохождении бета-частиц через вещество они теряют энергию через тормозное излучение, и этот канал имеет тем большую вероятность, чем больше энергия бета-частицы. Кроме обычного тормозного излучения, образующегося при движении электрона в веществе (внешнее тормозное излучение), существует другой подвид излучения, характерный для бета-распада, — внутреннее тормозное излучение, состоящее из гамма-квантов, которые образуются непосредственно при бета-распаде. Поскольку энергия бета-частиц ограничена, заметным тормозное излучение становится лишь для очень интенсивных источников бета-излучения.
Тормозное излучение следует учитывать при разработке защиты от бета-радиации, ведь гамма-лучи имеют значительно большую проникающую способность чем бета-частицы, для защиты от которых достаточно металлического экрана толщиной в несколько миллиметров. Для защиты от высокоэнергетических бета-частиц следует использовать экраны из пластика или других материалов, состоящих из элементов с низким атомным номером, поскольку это уменьшает вероятность излучения высокоэнергетических фотонов.

### Тепловое движение
В плазме атомы являются ионизированными, а следовательно, присутствует большое количество свободных носителей заряда. Тормозное излучение в таком случае возникает при столкновении электронов и ионов. С увеличением температуры скорости электронов и, соответственно, энергии фотонов растут.
Если плазма является прозрачной для излучения, то тормозное излучение является эффективным способом её охлаждения. Такой канал является основным для температур, превышающих 10 000 000 кельвинов.
Именно такое излучение является основной причиной радиоизлучения солнечной короны, планетарных туманностей и межзвездного газа. В астрофизике тормозное излучение рассматривается как свободно-свободные переходы электронов в поле ядра.

## Электрон-электронное рассеяние
Электрон может рассеиваться не только на ядрах, но и на электронных оболочках атомов. Это излучение значительно меньше того, что генерируется при рассеянии на ядрах, поскольку заряд электрона составляет лишь 1e, тогда как энергия тормозного излучения пропорциональна квадрату заряда частицы-мишени. При энергиях падающих электронов, меньших 300 кэВ, этим каналом можно пренебречь. Однако с ростом скорости электронов, а также для лёгких элементов (заряд ядра которых не такой большой по сравнению с зарядом электрона), например, при прохождении через воздух, его значимость возрастает. Электрон-электронное тормозное излучение является значительным в некоторых астрофизических процессах, в облаках плазмы с температурой, большей 109 К.

## Нуклонное тормозное излучение
Как было сказано выше, интенсивность тормозного излучения, создаваемого протонами в кулоновском поле, в несколько миллионов раз меньше излучения, создаваемого электронами, потому что оно обратно пропорционально квадрату массы. Однако нуклон-нуклонные силы значительно больше электромагнитных, а потому тормозное излучение нуклонами было зафиксировано в ядерных реакциях, таких как
p + n → 2 H + γ,
или
p + 2 H → 3 He + γ.
Фотоны, излучаемые в таких реакциях, имеют энергию в несколько МэВ.